# Rasmus Svenningsen
Rasmus Thorup Svenningsen (født 30. juni 1975 i Silkeborg) er tidligere professionel fodboldspiller for klubben Silkeborg IF. Her spillede han i sæson 1997/1998, 1998/1999 og 1999/2000, og i alt spillede han 19 kampe.
Han endte sin karriere i Silkeborg IF i sommeren 2000 som amatørspiller, og skiftede derefter til FC Aarhus. I sommeren 2004 skiftede han til Brabrand IF.
Svenningsen stoppede helt med at spille fodbold i 2005 og afsluttede samme år uddannelsen som folkeskolelærer. I 2006 blev han ansat som lærer på Herskindskolen i Galten efter ét år hos Sødalskolen i Brabrand.   I 2017 blev han lærer på Mølleskolen.